# Castelmayran
Castelmayran è un comune francese di 1 120 abitanti situato nel dipartimento del Tarn e Garonna nella regione dell'Occitania.

## Società

### Evoluzione demografica
Abitanti censiti